# Vançon
Le Vançon, ou Vanson, est une rivière du sud de la France qui traverse le département des Alpes-de-Haute-Provence, en région Provence-Alpes-Côte d'Azur, et un affluent gauche de la Durance, donc un sous-affluent du Rhône. 

## Géographie
La longueur de son cours d'eau est de 30,1 km.
Il prend sa source à Feissal, sur la commune d’Authon, au sud-est des Monges (2 016 m), à 1 900 m d’altitude.
Il conflue en rive gauche de la Durance, sur la commune de Volonne, à 472 m d'altitude, en face de la commune d'Aubignosc.

### Communes traversées
Dans le seul département des Alpes-de-Haute-Provence, le Vançon traverse cinq communes, de l'amont vers l'aval : Authon (source), Saint-Geniez, Entrepierres, Sourribes, Volonne (confluence).

### Bassin versant
Le Vançon traverse une seule zone hydrographique « Le Vançon » (X112) pour 205 km2 de superficie,,.

### Organisme gestionnaire
L'organisme gestionnaire est le SMAVD ou Syndicat Mixte d'Aménagement de la Vallée de la Durance.

## Affluents
Le Vançon a six affluents référencés :
- le ravin de la Bastié (rd[note 2]), 6,5 km sur la seule commune d'Authon.
- le Verdachon (rg), 3,2 km sur les deux communes de Le Castellard-Melan et Authon avec un affluent :
  - le Gros Ravin (rg), 1,2 km sur la seule commune de Le Castellard-Melan.
- le riou d'Authon (rd), 4,6 km sur la seule commune d'Authon.
- le ravin de Saint-Symphorien (rg), 4 km sur les trois communes d'Entrepierres, Le Castellard-Melan et Saint-Geniez.
- le ravin de Maurel (rg), 4,4 km sur la seule commune d'Entrepierres.
- le vallon de la Grande Combe (rg), 4,3 km sur la seule commune de Sourribes.

### Rang de Strahler
Son rang de Strahler est de trois.

## Hydrologie

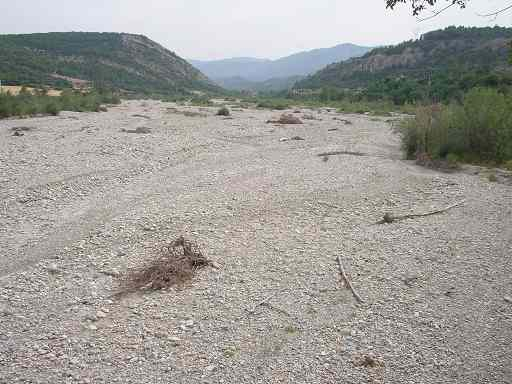
Rivière Vançon, en juillet 2004, près de la confluence avec la Durance.

Au confluent avec la Durance, le Vançon a un bassin versant de 205 km2. Ce bassin peut être touché par des pluies exceptionnelles, même pour la région où le relief montagneux accentue la force des précipitations du climat méditerranéen. Ces pluies peuvent provoquer des crues très importantes : on estime le débit de crue décennale à 150 m3/s, et les crues centennales à 430 m3/s.
Le Vançon charrie beaucoup de matériaux : entre 20 000 et 25 000 m3/an.